# Damien Colcombet
 (juin 2017).
Pour les articles homonymes, voir Colcombet.
Sculpteur animalier né à Rennes en 1967, Damien Colcombet réalise en bronze animaux sauvages et domestiques. 

## Biographie
Dernier d'une famille de sept enfants, Damien Colcombet naît à Rennes (Ille-et-Vilaine) en 1967. Sa famille maternelle, Huchet, est rennaise depuis des générations et compte des entrepreneurs ayant bâti plusieurs rues et places de la capitale bretonne (rue Hoche, place Hoche, rue de Robien, rue des Fossés, etc.). Sa famille paternelle, originaire de Lyon et Saint-Étienne, comptait des soyeux et des rubaniers, les Neyret. Son grand-père et son père étaient ingénieurs agronomes.  
Il expose d'abord à la galerie Din'Art en Bretagne puis à la galerie Estades de Lyon,. Il est maintenant exposé dans une dizaine de lieux en France,, et à l'étranger (Bruxelles,, Londres, Baden-Baden). En juin 2017, le centre d'art Cristel à Saint-Malo consacre une exposition à ses bronzes en même temps qu'à l'édition des planches d'un rare abécédaire de Mathurin Méheut,.
En 2012, il quitte définitivement sa carrière dans la finance et se consacre exclusivement à la sculpture,.
En 2013, excursion hors de son domaine privilégié de l'art animalier, il réalise à la demande de la Fondation Saint-Irénée de Lyon une sculpture de Saint Irénée,, dont un exemplaire sera offert au pape François. Damien Colcombet apparaît en page 40 de la bande dessinée Saint Irénée de Lyon paru en 2020 aux Editions du Signe.
En septembre 2017, a été installée au Parc de la Tête d’Or à Lyon sa sculpture monumentale représentant une girafe et un girafon grandeur nature, œuvre financée par des mécènes et des dons de particuliers,.
Plusieurs de ses sculptures sont entrées dans les collections publiques lors du don Pascal Jacob au Musée des Beaux-Arts et d'Archéologie de Châlons-en-Champagne d'un grand nombre d'oeuvres relatives au cirque[pas clair] ; elles y ont été exposées en 2023 à l'occasion de l'exposition No Animo Mas Anima. Adieu aux bêtes de cirque ?.
En 2023, il réalise un agrandissement du Taureau marchant de Rosa Bonheur pour la ville de Thomery (Seine-et-Marne), où vécut l'artiste et où l'on peut visiter son château,.

## Distinctions
- Prix Édouard-Marcel Sandoz[23],[24] 2013 du Salon national des artistes animaliers ;
- Médaille de bronze 2015 - Grand Palais Paris - Salon de la Société des Artistes Français

## Expositions
- Damien Colcombet, galerie Estades, Lyon (9 janvier - 27 février 2021)[25],[26];
- Visions fantastiques. Damien Colcombet et Albert Brenet, Centre Cristel Éditeur d'Art, Saint-Malo (20 mars - 17 juillet 2021)[27] ;
- Bestiaires. Damien Colcombet & Salvador Dalí, Centre Cristel Éditeur d'Art, Saint-Malo (8 juillet - 7 octobre 2023)[28]

## Publications
- Instantanés animaliers, Éditions Stéphane Bachès, 2013 ;
- Instantanés animaliers – Jours de Chasse été 2013 ;
- « Interview » – Art Animalier, Nature et Culture, n°1, décembre 2009 ;
- La leçon de chasse, Chasses Internationales, n°11, automne 2018.